# Kasteel van Flaugergues
Het Kasteel van Flaugergues (Frans: Château de Flaugergues) is een kasteel in de Franse gemeente Montpellier. Het kasteel is een beschermd historisch monument sinds 1986.
De eigenaren van het kasteel dat stamt uit de zeventiende eeuw zijn de familie Colbert. In 1696 kocht de hoge ambtenaar financieën van de stad Montpellier Étienne de Flaugergues de gronden die hij zijn naam gaf. Hierop werd het kasteel gebouwd en dit bleef tot 1811 in de familie. In dat jaar werd het eigendom van de buurman, Jacques-Joseph van Boussairolles, die het kasteel ernaast van La Mogère al in bezit had en daarna kwam het in handen van de familie Barthélémy van Saizieu. Van 11 november 1942 tot 23 augustus 1944 werd het kasteel gevorderd door de Luftwaffe, terwijl de eigenaar, baron René van Saizieu (1898-1972), een infanterieofficier bij de koloniale troepen een gevangene in Duitsland was. Toen hij stierf in 1973, erfde zijn neef, graaf Henri van Colbert, het landgoed. In het kasteel is een wijnmakerij gevestigd die het gehele jaar is geopend.